# Awicenia
Awicenia (Avicennia L.) – rodzaj drzew z rodziny akantowatych (Acanthaceae). Według The Plant List obejmuje 8–9 gatunków. Rośliny te rosną na wybrzeżach wszystkich kontynentów w strefie międzyzwrotnikowej, na północy sięgając po południowe Chiny, Stany Zjednoczone i Egipt, a na południu po południową Brazylię, Australię i Nową Zelandię oraz południowe krańce Afryki. Odgrywają istotną rolę w funkcjonowaniu ekosystemów lasów namorzynowych i ochronie wybrzeża. Drewno wykorzystywane do celów konstrukcyjnych i na opał, z kory pozyskuje się garbniki.

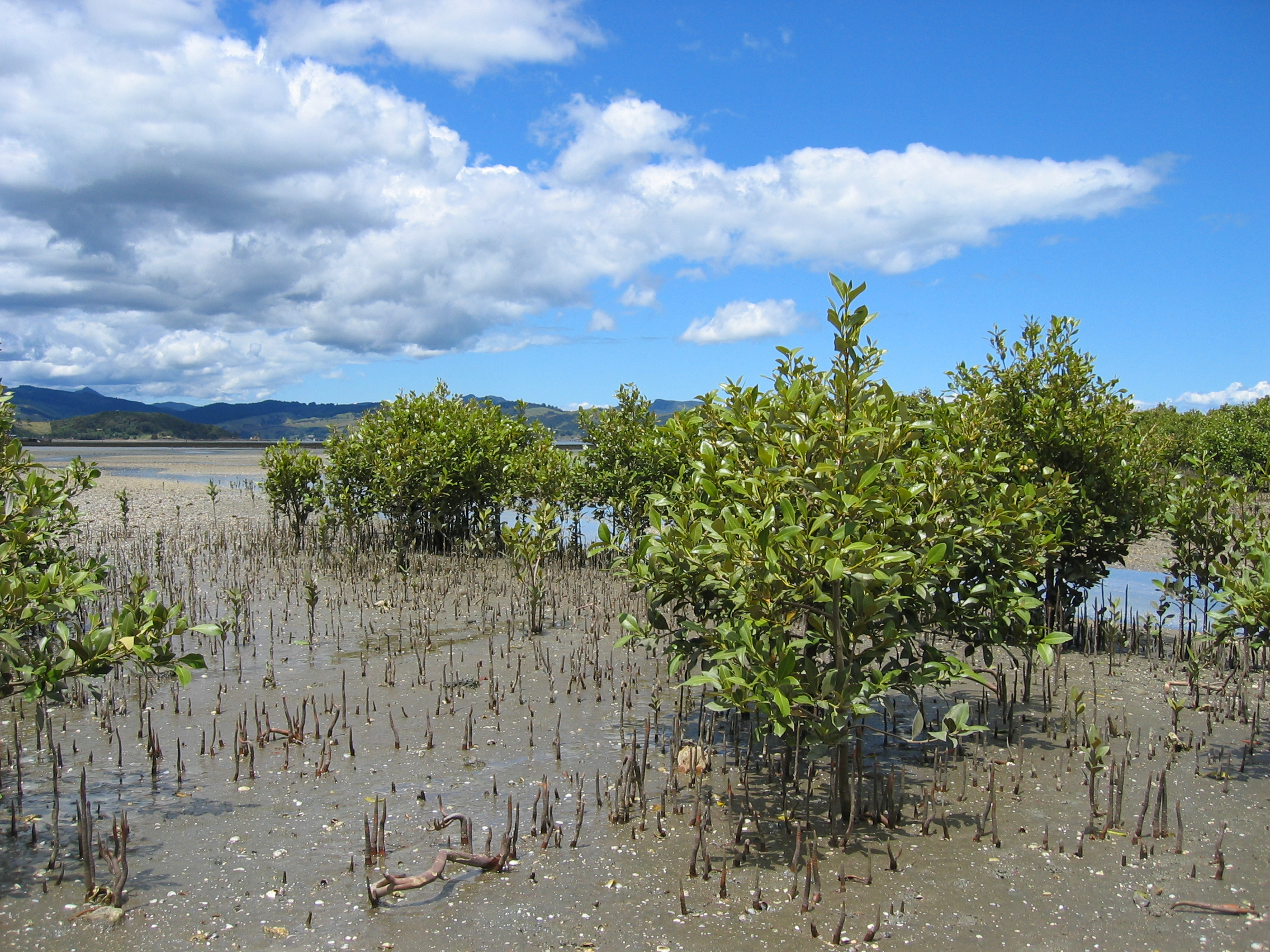
Korzenie oddechowe Avicennia marina

## Morfologia
PokrójDrzewa z korzeniami podporowymi i oddechowymi.
LiściePojedyncze, naprzeciwległe, całobrzegie, zwykle eliptyczne lub jajowate.
KwiatyZebrane w wyrastające szczytowo lub w kątach liści kwiatostany, zwykle gęste i owłosione. Poszczególne kwiaty wsparte są pojedynczymi lub podwójnymi przysadkami. Kwiaty u różnych gatunków są promieniste lub grzbieciste, do dwuwargowych. Kielich okazały, jajowaty, z pięcioma ząbkami. Korona kwiatu ma krótką, zrosłą rurkę i zwieńczona jest 4 lub 5 dłuższymi od niej płatkami. Pręciki przyrośnięte są do rurki korony, przy czym wyrastają przemiennie w stosunku do płatków. U niektórych gatunków są nieco nierówne. Zalążnia jest górna.
OwoceTorebka zawierająca pojedyncze nasiono.

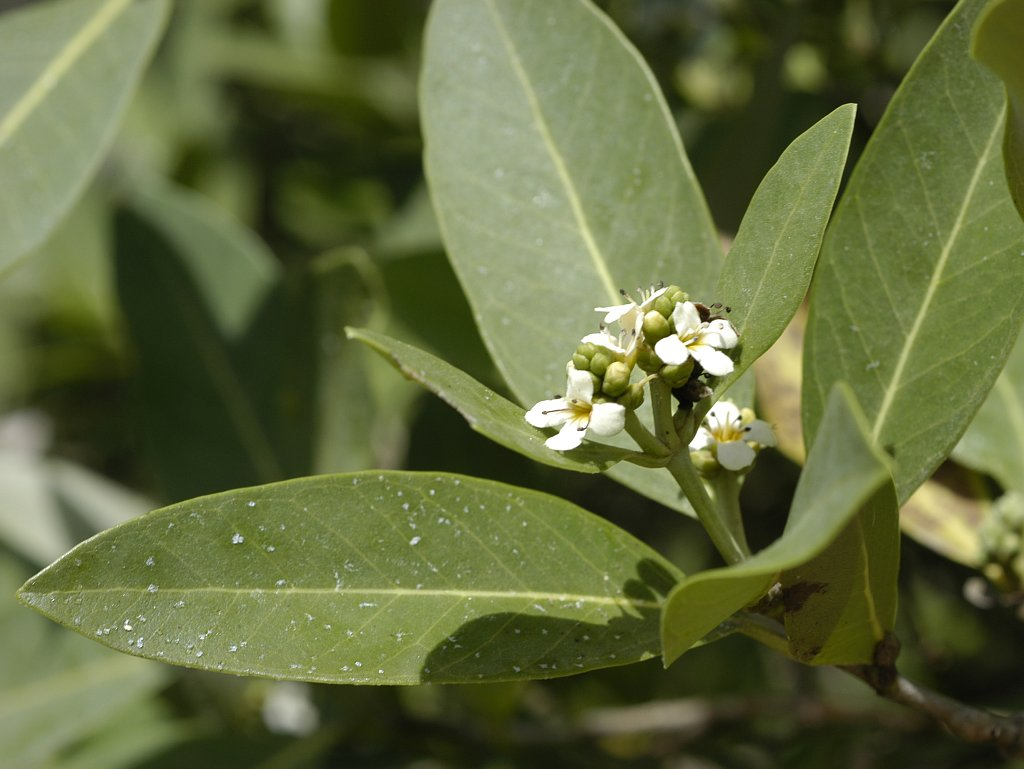
Kwitnący pęd A. germinans
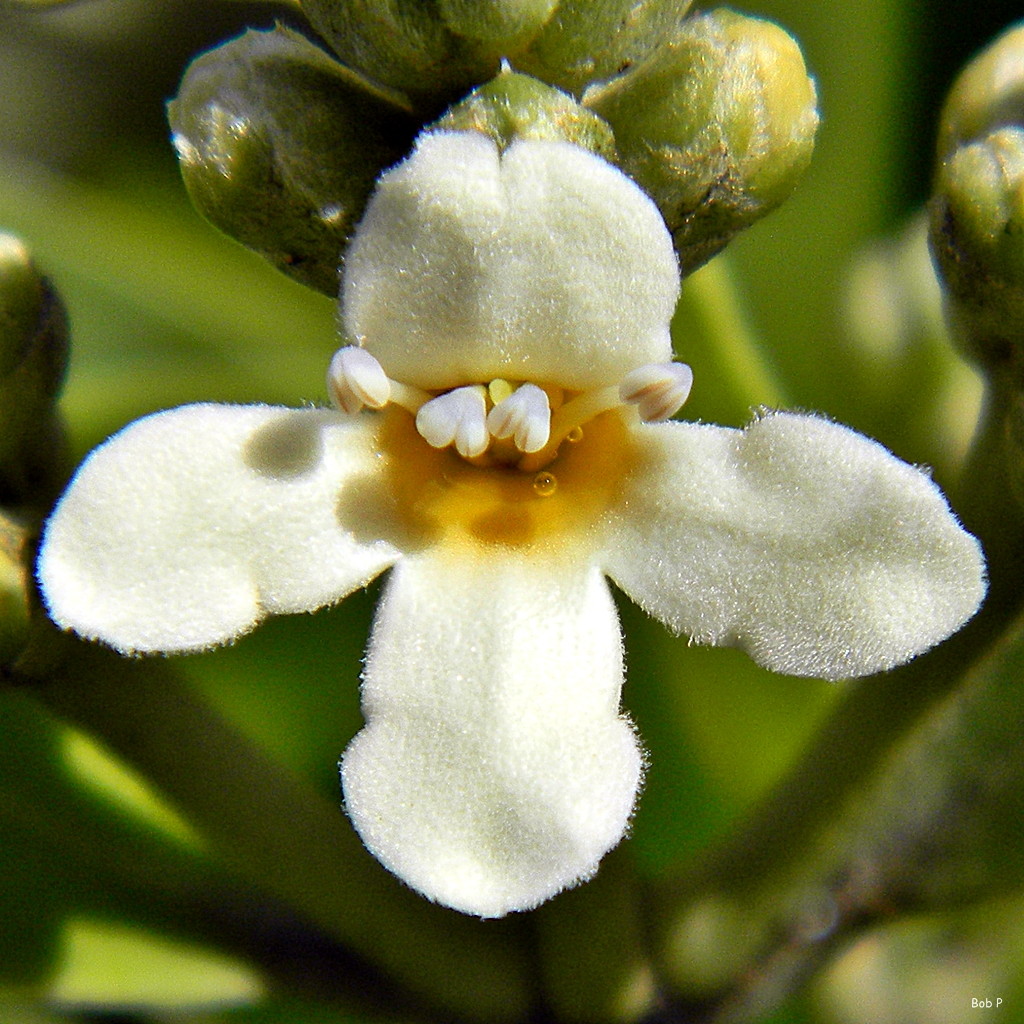
Kwiat A. germinans
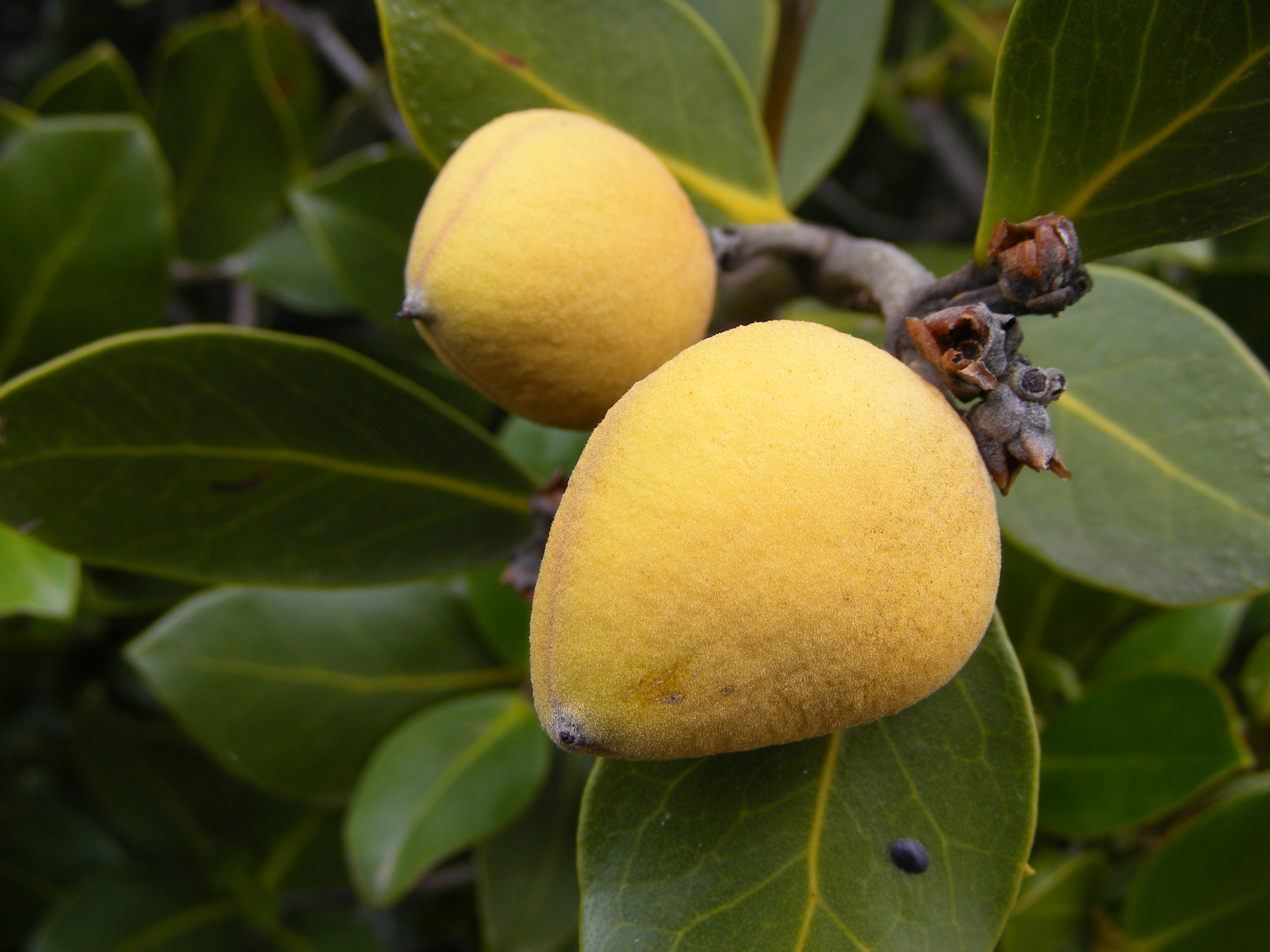
Owoce A. marina

## Systematyka
Rodzaj o problematycznej pozycji systematycznej. Pierwotnie zaliczany był zazwyczaj do werbenowatych, ale po stwierdzeniu szeregu istotnych różnic od roślin w zakresie cech morfologicznych i anatomicznych przeniesiony został do odrębnej rodziny Avicenniaceae. Dowody molekularne wskazują na zagnieżdżenie rodzaju w obrębie drzewa filogenetycznego akantowatych i tak też jest sytuowany mimo kilku wyraźnie swoistych cech budowy.
Pozycja systematyczna według APweb (aktualizowany system APG IV z 2016)
Należy do podrodziny Avicennioideae Miers, rodziny akantowatych (Acanthaceae Juss.), która jest jednym z kladów w obrębie rzędu jasnotowców (Lamiales) Bromhead z grupy astrowych spośród roślin okrytonasiennych.
Wybrane gatunki
- Avicennia balanophora  Stapf & Moldenke
- Avicennia bicolor  Standl.
- Avicennia germinans  (L.) L.
- Avicennia integra  N.C.Duke
- Avicennia marina  (Forssk.) Vierh.
- Avicennia officinalis  L.
- Avicennia schaueriana  Stapf & Leechm. ex Moldenke
- Avicennia tonduzii Moldenke